# La legge dei bruti
La legge dei bruti (Partners of the Plains) è un film del 1938 diretto da Lesley Selander.
È un western statunitense. Fa parte della serie di film western incentrati sul personaggio di Hopalong Cassidy (interpretato da Boyd) creato nel 1904 dallo scrittore Clarence E. Mulford. È basato sul romanzo del 1918 The Man from Bar-20: A Story of the Cow-Country di Mulford.

## Produzione
Il film, diretto da Lesley Selander su una sceneggiatura di Harrison Jacobs e un soggetto di Clarence E. Mulford, fu prodotto da Harry Sherman tramite la Harry Sherman Productions e girato a Kernville e nella San Jacinto National Forest a Hemet, California. Il brano della colonna sonora Moonlight on the Sunset Trail fu composto da Ralph Freed e Burton Lane. Il titolo di lavorazione fu Men Must Fight.

## Distribuzione
Il film fu distribuito con il titolo Partners of the Plains negli Stati Uniti dal 14 gennaio 1938
```
al cinema dalla 
Paramount Pictures
.
```

Altre distribuzioni:
- negli Stati Uniti il 26 aprile 1947 (redistribuzione)
- in Brasile (Heróis do Rancho)
- in Italia (La legge dei bruti)